# Lachesis
Rắn chúa bụi (Danh pháp khoa học: Lachesis) là một chi gồm các loài rắn trong họ rắn Viper (Viperidae) bản địa của vùng Trung Mỹ và Nam Mỹ. Tên gọi tiếng Anh của chúng là Bushmaster. chúng là loài rắn độc nguy hiểm, thông thường chúng thích tấn công vào các mục tiêu tỏa nhiệt. Ban ngày chúng sẽ tránh các mục tiêu tỏa nhiệt nhưng ban đêm thì chúng lại hung hăng hơn. Đáng chú ý, những con còn non lại nguy hiểm hơn cho con người so với con trưởng thành vì không biết cách điều tiết lượng độc, chúng sẽ tiêm hết lượng độc trong lần cắn đầu tiên vì vậy dễ gây nguy hiểm hơn cho con người. 